# 陸軍造兵廠

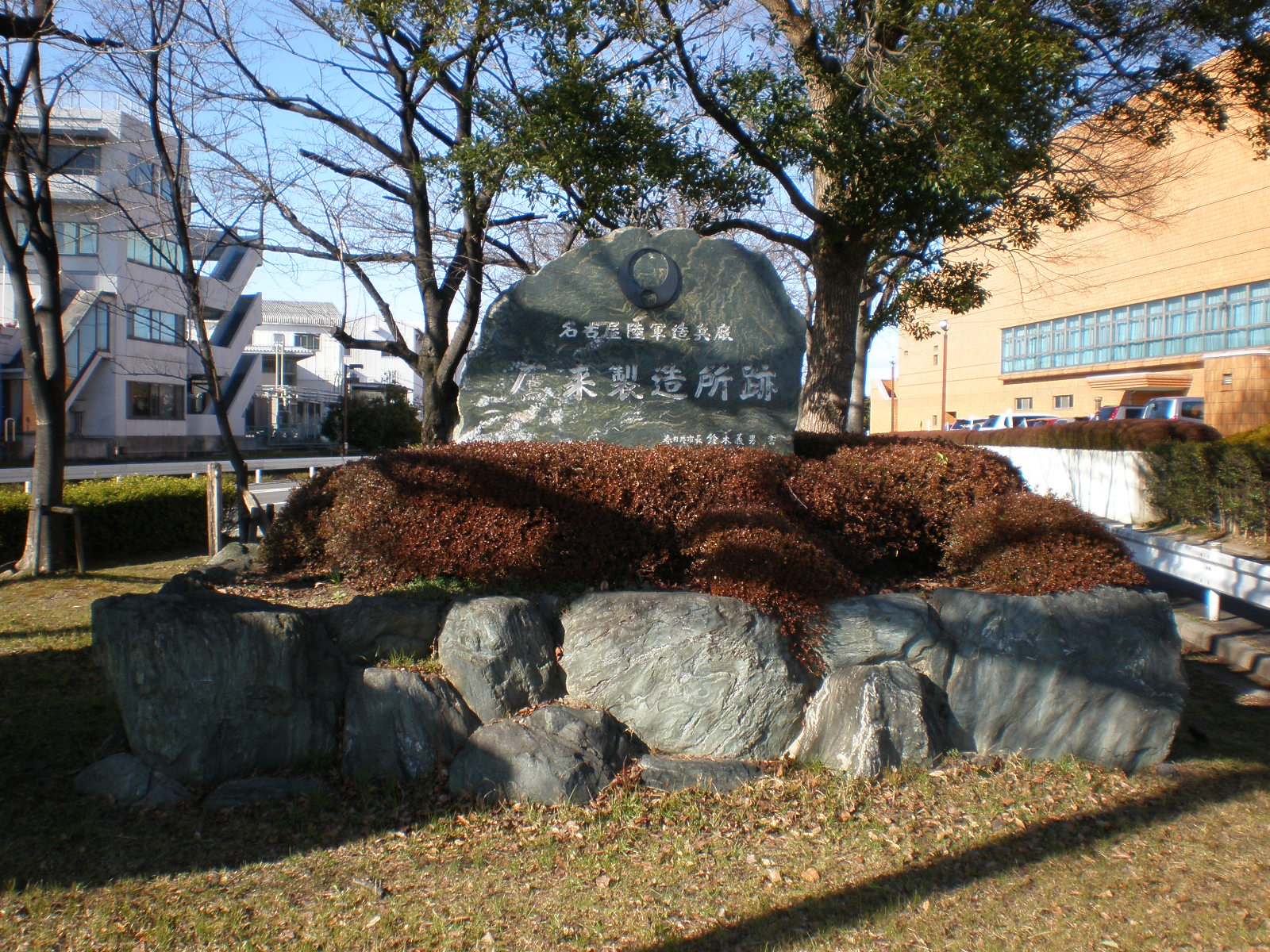
名古屋陸軍造兵廠・鷹来製造所跡

陸軍造兵廠（りくぐんぞうへいしょう）は、大日本帝国陸軍の機関の一つ。

## 概要
1923年（大正12年）3月29日に創設された帝国陸軍の兵器製造施設。。小銃・弾薬・火砲等の製造から馬具や軍刀に至るまで、国内4箇所の工廠と2箇所の兵器製造所に於いて製造にあたった。陸軍大臣に直隷し、長官には陸軍中将が就いた。初代長官は横山彦六中将で、1940年（昭和15年）4月1日、第8代長官小須田勝造中将の時に、陸軍兵器廠に統合された。

## 沿革
- 前身は、1879年（明治12年）10月に設置された砲兵工廠で、砲兵工廠提理が統括した。本廠である東京砲兵工廠と、支廠たる大阪砲兵工廠の二つが在った。
- 1923年（大正12年）3月29日に陸軍造兵廠に改編され、長を長官と改めた。本廠は兵器の考案・設計、長官直轄製造所の管理、所掌事務を行い、東京・大阪・名古屋に工廠を置いた。火薬・爆薬の製造を主に取り扱った工廠を火工廠とし、これも東京に置いた。後に小倉・南満州（奉天）に工廠を増設した。夫々の工廠には小銃・砲具等の製造所を置き、火工廠は火薬製造所を置いた。この他本廠直轄製造所として、小倉兵器製造所・平壌兵器製造所があった。
- 1936年（昭和11年）に、長官の植村東彦中将、首席陸軍技師（勅任官）西村文雄が兵器納入業者から賄賂を受け取ったとして逮捕された。
- 1940年（昭和15年）4月1日に、従来の陸軍兵器廠と統合され廃止。この陸軍兵器廠の下に支廠として各陸軍造兵廠が置かれた。これは、今までの工廠にあたる格で東京第一・東京第二・相模・名古屋・大阪・仁川・南満に置かれた。東京第一の場合、正式には「東京第一陸軍造兵廠」と称した。

## 歴代長官
- 横山彦六 中将：1923年（大正12年）4月1日 -
- 吉田豊彦 中将：1924年（大正13年）2月4日 -
- 緒方勝一 中将：1928年（昭和3年）3月8日 -
- 岸本綾夫 中将：1931年（昭和6年）8月1日 -
- 植村東彦 中将：1934年（昭和9年）8月1日 -
- （扱）梅津美治郎 中将：1936年（昭和11年）4月22日 -
- 永持源次 中将：1936年（昭和11年）8月1日 -
- 小須田勝造 中将：1938年（昭和13年）12月10日 - 1940年（昭和15年）4月1日（陸軍兵器廠に統合）

## 最終所属機関

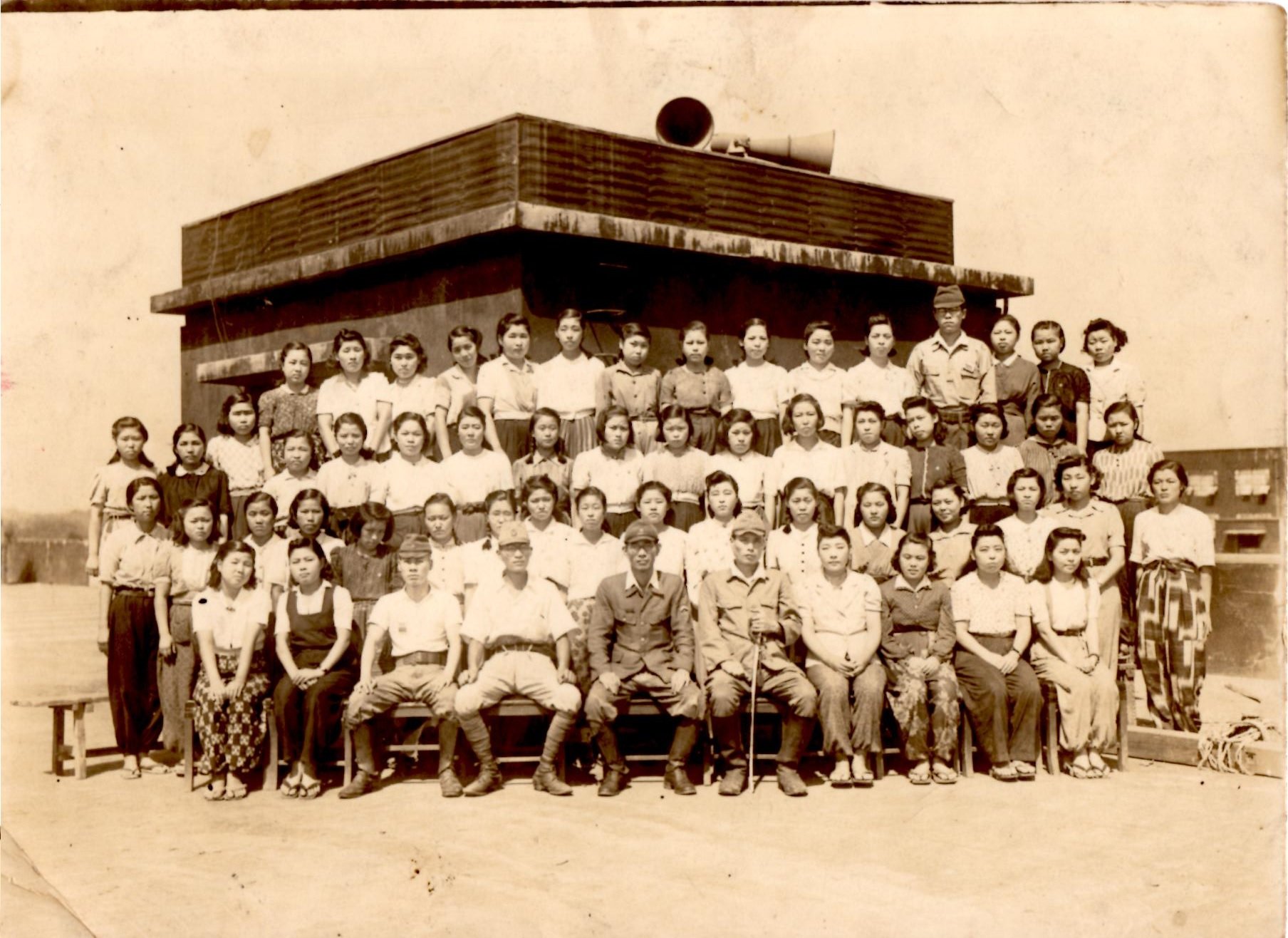
東京第一陸軍造兵廠大宮製造所集合写真 (1945年8月)

※括弧内は陸軍兵器廠に統合後の名称。
- 陸軍造兵廠東京工廠（東京第一陸軍造兵廠）
  - 精器製造所
  - 銃砲製造所
  - 火具製造所
  - 川越製造所
- 陸軍造兵廠火工廠（東京第二陸軍造兵廠）
  - 板橋製造所
  - 多摩製造所
  - 岩鼻製造所
  - 忠海製造所
  - 曽根製造所
  - 宇治製造所
- 陸軍造兵廠名古屋工廠（名古屋陸軍造兵廠）
  - 鳥居松製造所
  - 熱田製造所
  - 高蔵製造所
  - 立川製造所
- 陸軍造兵廠大阪工廠（大阪陸軍造兵廠）
  - 大阪工廠研究所
  - 弾丸製造所
  - 信管製造所
  - 鉄材製造所
  - 火薬製造所
  - 火砲製造所
  - 播磨製造所
- 陸軍造兵廠小倉工廠（小倉陸軍造兵廠）
  - 砲弾製造所
  - 砲具製造所
  - 平壌製造所
- 陸軍造兵廠南満工廠（南満陸軍造兵廠）